# Конфігураційна взаємодія
Конфігураційна взаємодія (рос. конфигурационное взаимодействие, англ. configuration interaction (CI)) — у квантовій хімії — взаємодія збуджених станів атома, йона або молекули з основним станом. Використовується для пояснення надтонкої структури спектра електронного парамагнітного резонансу. Врахування її лежить в основі способу покращення результатів квантово-хімічних розрахунків хвильових функцій та енергій, що полягає у змішуванні багатоелектронних хвильових функцій, які відповідають різним електронним конфігураціям.
Загальна n-електронна хвильова функція представляється лінійною комбінацією слейтерівських детермінантів, які будуються з врахуванням віртуальних орбіталей. У повному методі хвильова функція Ψ представляється лінійною комбінацією гартрі-фоківського детермінанта Ψ0 і усіх можливих підстановок Ψi. Коефіцієнти ci визначаються шляхом мінімізування енергії при використанні загальної хвильової функції.
Ψ = c0Ψ0 + ∑ciΨi